# Vladislav Yakovlev
Vladislav Yakovlev (nacido el 3 de agosto de 1980, en Moscú, Rusia) es un productor de televisión.  He realizado el cargo de supervisor ejecutivo en el Festival de la Canción de Eurovisión Junior, el Festival de Festival de Eurovisión de Jóvenes Músicos y el Festival de Eurovisión de Jóvenes Bailarines para la Unión Europea de Radiodifusión (UER). 

## Biografía

### Infancia y juventud
Vladislav Yakovlev nació en Moscú, Rusia, el 3 de agosto de 1980. Tras su graduación escolar en septiembre de 1997, Vladislav entró en la International Slavic University de Moscú, donde estudió inglés, chino e italiano. 

### Inicio de carrera
Su carrera profesional empezó en 2002, tras completar sus estudios universitarios, en el canal de televisión Channel One Russia - Perviy Kanal (Primer canal en español). Allí, comenzó su carrera profesional en televisión hasta 2005, cuando se cambió a Rossiya 1 - uno de los principales canales de televisión de Rusia. Entre el año 2007 y 2008, fue el director general del proyecto "Factory of Stars-7" (Operación Triunfo). 

### Unión Europea de Radiodifusión
Coincidiendo con la organización de Festival de la Canción de Eurovisión en Moscow, Vladislav Yakovlev fue nombrado director ejecutivo adjunto del evento internacional. Este cargo le abrió las puertas de la UER, donde empezó a trabajar en 2010.  En 2011, Vladislav Yakovlev fue el responsable de relanzar por parte de la UER el Festival de Eurovisión de Jóvenes Bailarines, el cual no había sido organizado desde 2006. Vladislav realizó cambios en la mecánica de este concurso con éxito. La edición del año 2011 tuvo lugar en Oslo, Noruega, y se realizaron otras dos ediciones con éxito similar: en 2013 en la ciudad polaca de Gdansk and en 2015 en Pilsen, República Checa.
Además de su labor como responsable del Festival de Eurovisión de Jóvenes Bailarines, Vladislav Yakovlev empezó a implicarse en la organización y mejora de otro importante formato musical de la UER a nivel europeo: el Festival de Eurovisión de Jóvenes Músicos. Se relanzó de la mano de Vladislav en la capital de Austria, Viena, en 2012. Además, tuvo lugar otra edición en Colonia, Alemania, el 31 de mayo de 2014, donde la mecánica del concurso sufrió alguna transformación adicional.
Después de haber gestionado con éxito estas competiciones internacionales, Vladislav Yakovlev sustituyó desde 2013 a Sietse Bakker en la labor de supervisor ejecutivo del Festival de la Canción de Eurovisión Junior, el cual nació en el año 2003 y que ha estado a punto de ser cancelado antes de llegar a su cargo Vladislav Yakovlev. Tras realizar numerosas reuniones con las distintas radiotelevisiones públicas participantes, Vladislav consiguió revitalizar el formato en la edición del año 2013 celebrada en Kiev, Ucrania, con una renovación del formato en el que participaron 12 países miembros de la UER. En 2014, Malta organizó la edición número 12 con 16 países participantes. En 2015, el formato paneuropeo se celebró en la capital de Bulgaria, Sofía, y logró congregar a 17 países participantes. El formato modificado desde el año 2014 ha resultado ser un éxito y ello queda reflejado en el aumento de países participantes año tras año.
Debido a discrepancias internas con la directiva de la UER, Vladislav fue forzado a dimitir de su cargo en la UER. Desde el año 2016, Vladislav está involucadrado en diferentes proyectos audiovisuales.